# Zorrino
Zorrino est un personnage de fiction des Aventures de Tintin, créé par Hergé. Il apparaît pour la seule et unique fois dans la série dans Le Temple du Soleil, qui fait l'objet d'une prépublication dans le journal Tintin du 19 décembre 1946 au 22 avril 1948, avant de paraître en album en 1949 aux éditions Casterman.

## Le personnage dans la série

### Apparition et rôle dansLe Temple du Soleil
Dans Le Temple du Soleil, Tintin et le capitaine Haddock se trouvent à Callao au Pérou à la recherche du professeur Tournesol qui a disparu, enlevé dans l'album précédent, Les Sept Boules de cristal après s'être paré du bracelet de la momie inca de Rascar Capac. Dans un premier temps, leurs recherches sont vaines. Tintin finit par rencontrer Zorrino, un jeune Indien quechua, vendeur d'oranges, dont il prend la défense quand celui-ci est victime de moqueries et brimades de la part de plusieurs hommes.
Reconnaissant de ce soutien, Zorrino donne rendez-vous aux héros au pont de l'Inca. Il leur apprend l'existence d'un temple, dernière retraite de la civilisation inca, où le professeur Tournesol doit être immolé. En compagnie du jeune Indien, Tintin et le capitaine Haddock entreprennent un périlleux voyage à travers les Andes et la forêt amazonienne. Ils parviennent au temple, mais sont faits à leur tour prisonniers par les Incas. Tandis que Tintin et Haddock sont condamnés à être sacrifiés aux côtés de Tournesol, Zorrino échappe au châtiment grâce à la médaille inca qu'un homme avait donné à Tintin à Callao et dont il a fait cadeau au jeune garçon. Les trois compagnons sont finalement sauvés grâce à une éclipse de soleil providentielle, connue de Tintin et qui, surprenant les Incas, fait croire à ces derniers qu'il commande au Soleil. Ils quittent le temple en promettant de ne jamais en révéler l’existence, tandis que Zorrino y reste pour vivre aux côtés des Incas.

### Description et sources d'inspiration
Zorrino est un petit vendeur d'oranges, enfant des rues, de la ville de Jauja (orthographiée Jauga dans l'album), dans le centre du Pérou. Son nom vient probablement du diminutif de « zorro », qui signifie renard en espagnol. Hergé le dépeint comme un authentique Indien quechua en lui choisissant « une garde-robe typiquement péruvienne ». Le jeune garçon porte un « chullo » originaire des hauts plateaux de la Cordillère des Andes et fabriqué à partir de laine d'alpaga. Il est aussi vêtu d'un poncho, de couleur, bariolé, et Tintin en porte un aussi, mais en bandoulière, par dessus son pantalon de golfe.

## Analyse

### Tintin à la défense de Zorrino, un geste d'humanité
Jeune Indien quechua, Zorrino est à ce titre le sujet de moqueries et de harcèlement de la part des descendants des colons espagnols. Bien qu'accomplissant là un geste qui « a trahi sa race », il guide les héros vers le Temple du Soleil. Le jeune garçon a donc pour rôle d'établir un lien entre la modernité que Tintin symbolise et la tradition représentée par les Incas cachés dans leur temple. Par ailleurs, Zorrino semble être l’alter ego andin de Tintin, qu'Hergé a imprégné de ses valeurs constitutives — procédé dont a déjà bénéficié la figure de Tchang dans Le Lotus bleu. De fait, Zorrino et Tchang constituent, avec Abdallah, les seules figures d'adolescents notables dans les Aventures de Tintin.
Le Temple du Soleil est la première des Aventures de Tintin à être publiée depuis la fin de la Seconde Guerre mondiale et la Libération du pays. Pour avoir collaboré au Soir sous l'Occupation, un journal collaborationniste, Hergé se trouve empêché de toute publication à partir de septembre 1944. Cette interdiction dure deux ans, jusqu'à l'obtention d'un certificat de civisme en juillet 1946 qui lui permet de reprendre ses activités au sein d'un nouveau périodique, Le Journal de Tintin, dirigé par Raymond Leblanc. Pourtant, le dessinateur est encore sous le coup du ressentiment durable d'un certain nombre de ses concitoyens, ce qui le marque profondément. Aussi la figure de Zorrino, dont Tintin prend la défense, peut être vue comme un reflet de l'humanité de son créateur. Au début des années 1970, Hergé réagit encore ironiquement aux reproches qui lui ont été faits à cette époque quant à une éventuelle proximité de sa part avec les thèses d'extrême-droite : « Le Temple, c'est aussi l'apparition de Zorrino, le petit Indien que Tintin défend contre deux brutes de race blanche... Car il est bien entendu, n'est-ce pas ? que je suis un affreux raciste ! ».

### La place de l'enfant dans l'univers d'Hergé
Le psychanalyste Serge Tisseron explique la présence de nombreux personnages d'enfants dans Les Aventures de Tintin par le besoin d'identification des jeunes lecteurs. Pour lui, ces personnages d'enfants constituent « le maillon indispensable de toutes les générations présentes dans Tintin ». À ses yeux, Zorrino représente l'enfant prêt à se sacrifier, quand Abdallah, un autre enfant remarquable de la série, incarne le « sale gosse ».
Sur un autre plan, le thème des enfants brusquement séparés des parents est récurrent dans les Aventures de Tintin. Outre Abdallah, kidnappé dans Tintin au pays de l'or noir, c'est le cas du fils du Maharadjah de Rawhajpoutalah dans Les Cigares du pharaon, de Tchang dans Le Lotus bleu ou de Miarka dans Les Bijoux de la Castafiore, tandis que Zorrino est orphelin. Selon Cristina Álvares, ces enfants disparus « enclavent un petit drame familial dans l'aventure tintinesque. L'action de Tintin consiste à restituer au père le fils kidnappé ou tout simplement à aider la petite gitane perdue dans le bois à retrouver ses parents. Il agit donc dans le sens de recomposer des familles, lui qui n'en a pas. Son action découle de l'amitié qui le relie directement au père angoissé, pas à l'enfant. […] Le poids traumatique de la séparation est drastiquement réduit, puisque le mineur perdu est rapidement récupéré et réintégré dans la sphère domestique pour le plus grand bonheur de la famille. Objet enlevé à la famille et qui lui est retourné, aucun de ces enfants ne devient un héros, c'est-à-dire un sujet de l'aventure. »
Avec les rencontres de Tchang puis de Zorrino, Tintin semble montrer une certaine affection pour les orphelins comme lui, qui n'a ni père ni mère connus dans la série, et qui n'est autre que, selon Pierre Sterckx, « un orphelin à la recherche d'une famille d'adoption ». Or, Zorrino, comme Tchang, finit par bénéficier de ce qui pourrait peu ou prou se rapprocher d'une adoption : « [Hergé] fait s'installer l'orphelin Tchang dans la maison de Wang Jen-Ghié dans Le Lotus Bleu, montre l'enfant des rues Zorrino être accueilli dans le temple Inca dans Le Temple du Soleil et renvoie la gitane Miarka à sa famille que le capitaine "adopte" pratiquement dans Les Bijoux de la Castafiore », comme le constate l'écrivain et critique littéraire britannique Tom McCarthy. Si ce dernier ne fait pas explicitement le lien entre ce thème et un hypothétique désir d'adoption de la part d'Hergé, son biographe Pierre Assouline émet en 1996 l'hypothèse que le couple, dans l'impossibilité d'avoir un enfant, aurait entamé une démarche d'adoption à la fin des années 1940.
Néanmoins, cette affirmation est mise en doute dès 2002 par un autre biographe d'Hergé, Benoît Peeters, voire niée de façon tranchée par les héritiers d'Hergé, ainsi que par le même Benoît Peeters qui en 2009 signe un communiqué commun avec Philippe Goddin en la qualifiant de « sinistre racontar ». De façon plus avérée, il apparaît qu'Hergé est stérile, ce qui conduit Pierre Assouline à regretter ne pas posséder plus d'information concernant ce sujet, car « ce serait […] une clef fort utile à tous ceux qui se passionnent pour les sources de cette œuvre qui part du monde de l'enfance pour y retourner ».

## Interprétation et postérité
Entre 1959 et 1963, la radiodiffusion-télévision française présente un feuilleton radiophonique des Aventures de Tintin de près de 500 épisodes, produit par Nicole Strauss et Jacques Langeais et proposé à l'écoute sur la station France II-Régional. Zorrino est joué dans la diffusion du Temple du Soleil, qui intervient à partir du 26 novembre 1959, par la comédienne Laurence Badie puis rediffusée en septembre 2015 sur France Culture. Dans une nouvelle adaptation pour cette même radio en 2019, c'est Suliane Brahim qui interprète sa voix.
Dans le long métrage d'animation franco-belge produit par les studios Belvision en 1969, intitulé Tintin et le Temple du Soleil, l'actrice Lucie Dolène prête sa voix à Zorrino. Elle y interprète d'ailleurs « La Chanson de Zorrino », un titre écrit pour l'occasion par Jacques Brel. Contrairement à la BD, il a été condamné au bûcher avec Tintin et ses amis. Autre différence avec la BD : quand il reste chez les Incas, il se met en couple avec la princesse Maïta (qui n'est présente que dans le film), la fille du chef des Incas, qui est amoureuse de lui.
Dans la série télévisée d'animation Les Aventures de Tintin, réalisée en 1991 en collaboration entre le studio français Ellipse et la société d'animation canadienne Nelvana, le personnage de Zorrino est interprété par la comédienne Patricia Legrand.